# Вуд, Крис (актёр)
Кри́стофер Ча́рльз (Крис) Вуд (англ. Christopher Charles  "Chris" Wood, род. 14 апреля 1988 года) — американский актёр, наиболее известный по ролям Адама Уивера в сериале «Дневники Кэрри», Кая Паркера в «Дневниках вампира», Джейка Райли в «Изоляции» и Мон-Эла в «Супергёрл».

## Ранние годы
Вуд родился 14 апреля 1988 года в Даблине, штат Огайо. Он обучался в университете Элон в Северной Каролине, который окончил в 2010 году, получив степень бакалавра театрального искусства. Со студенческих лет дружит с актёром Грантом Гастином.
После смерти отца, от заранее неустановленного психического заболевания, Кристофер стал послом комитета «Психическая гигиена Америки» и часто выступает за прекращение стигматизации психических заболеваний.

## Карьера
Его дебют на телевидении начался с роли Джастина в телесериале «Браузеры» в начале 2013 года. Но после выхода пилотной серии, сериал был закрыт. После этого он получил небольшую роль в сериале «Особо тяжкие преступления», где сыграл Брэндона Норта. Позже, в сентябре этого же года, он присоединился к телесериалу «Дневники Кэрри». Он также сыграл эпизодическую роль в телесериале «Девчонки».
Наибольшую популярность ему принёс проект «Дневники Вампира», где он играл второстепенную роль Малакая (Кая) Паркера в шестом сезоне. Он также появился в гостевой роли в восьмом сезоне.
В 2016 году он получил роль Джейка Райли в телесериале «Изоляция» на канале CW.
В апреле 2016 года он получил второстепенную роль во втором сезоне телесериала «Улица милосердия», где он сыграл Лэнса Ван Дер Берга. В июле он присоединился к актёрскому составу в телесериале «Супергёрл», где играет Мон-Эла. В 2020 году снялся в двух эпизодах телесериала «Наследие», спин-оффе телесериала «Дневники вампира».

## Личная жизнь
С 2015 по 2017 год Крис встречался с коллегой по телесериалу «Изоляция» актрисой Ханной Мэнган-Лоуренс.
С начала 2017 года встречался со своей коллегой по сериалу «Супергёрл» Мелиссой Бенойст. 10 февраля 2019 года пара объявила о помолвке, а 1 сентября 2019 года они поженились.

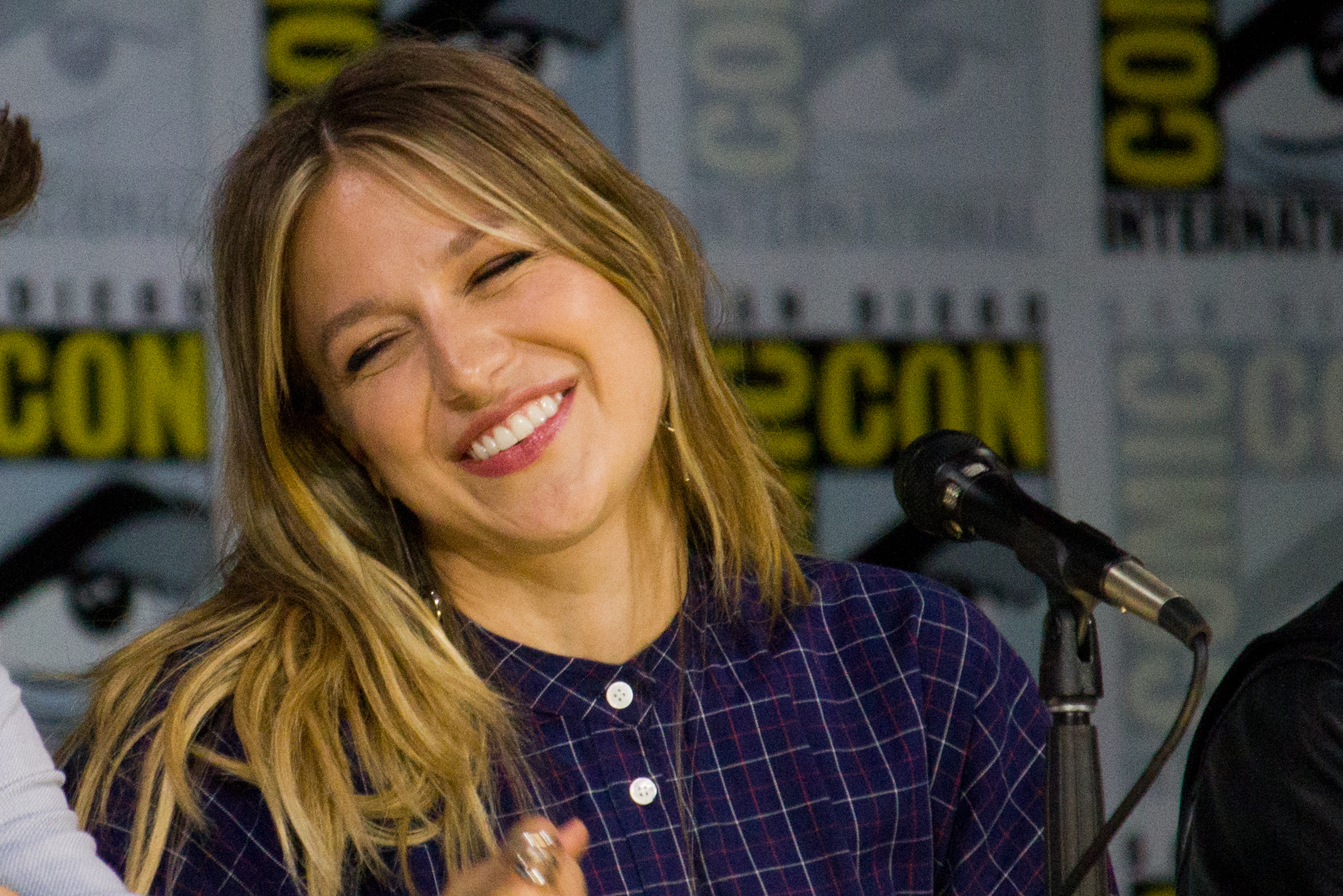
Жена Вуда Мелисса Бенойст

4 марта 2020 года Крис и его жена сообщили, что ждут ребёнка. В сентябре 2020 года у пары родился сын Хаксли Роберт Вуд.

## Фильмография
| Год       |    | Русское название                    | Оригинальное название               | Роль                        |
| --------- | -- | ----------------------------------- | ----------------------------------- | --------------------------- |
| 2013      | с  | Особо тяжкие преступления           | Major Crimes                        | Брэндон Норт                |
| 2013—2014 | с  | Дневники Кэрри                      | The Carrie Diaries                  | Адам Уивер                  |
| 2014      | с  | Девчонки                            | Girls                               | Пол                         |
| 2014—2017 | с  | Дневники вампира                    | The Vampire Diaries                 | Кай Паркер                  |
| 2016      | с  | Пиф-паф комедия                     | Comedy Bang! Bang!                  | Перри                       |
| 2016      | с  | Изоляция                            | Containment                         | Джейк Райли                 |
| 2016      | с  | Улица милосердия                    | Mercy Street                        | капитан Лэнс Ван Дер Берг   |
| 2016—2018 | с  | Супергёрл                           | Supergirl                           | Мон-Эл / Томми Моран / Майк |
| 2017      | с  | Флэш                                | The Flash                           | Мон-Эл / Томми Моран        |
| 2019      | ф  | Джей и Молчаливый Боб: Перезагрузка | Jay and Silent Bob Reboot           | в роли самого себя          |
| 2020      | с  | Наследие                            | Legacies                            | Кай Паркер                  |
| 2021      | мс | Властелины Вселенной: Откровение    | Masters of the Universe: Revelation | Принц Адам / Хи-Мэн         |